# Psychotria rectinervis
Psychotria rectinervis är en måreväxtart som beskrevs av Ignatz Urban. Psychotria rectinervis ingår i släktet Psychotria och familjen måreväxter. Inga underarter finns listade i Catalogue of Life.